# Chronologie de Toulon
Présentation chronologique, par date, d'évènements historiques de la ville de Toulon en France dans le département du Var en région Provence-Alpes-Côte d'Azur.

## Antiquité
- Telo est un petit port de pêche. À l'époque romaine, la ville prend le nom de Telo Martius, en raison de l'édification d'un temple en l'honneur du dieu Mars. Son nom vient probablement de celui de la déesse celtique du même nom. Telo était la déité du ressort sacré, d'où le règlement antique a pris naissance.

## Xesiècle
- 975 : Défaite des Sarrasins qui voulaient s'emparer de la ville.

## XIesiècle
- 1096 : Construction de la cathédrale Notre-Dame-de-la-Seds de Toulon.

## XIIesiècle
- 1178 : Siège de Toulon par les Sarrasins qui s'emparent de la ville et emmènent les habitants en captivité.
- 1197 : Les Sarrasins pillent une nouvelle fois la ville.

## XIIIesiècle
- 1252 : Guillaume Martin est le premier consul (maire) de Toulon.

## XIVesiècle
- 1347 Peste Noire Toulon perd 60 % de sa population
- 13 avril 1348 Massacre de 40 juifs du centre ville. Ils sont tenus pour responsable de l'épidémie de peste, ou, au moins, comme la majorité des médecins de l'époque étaient juifs de n'avoir rien pu faire pour maîtriser l'épidémie. Ce massacre est le premier en Europe. Ils vont se multiplier de Barcelone à l’Allemagne.

## XVIesiècle

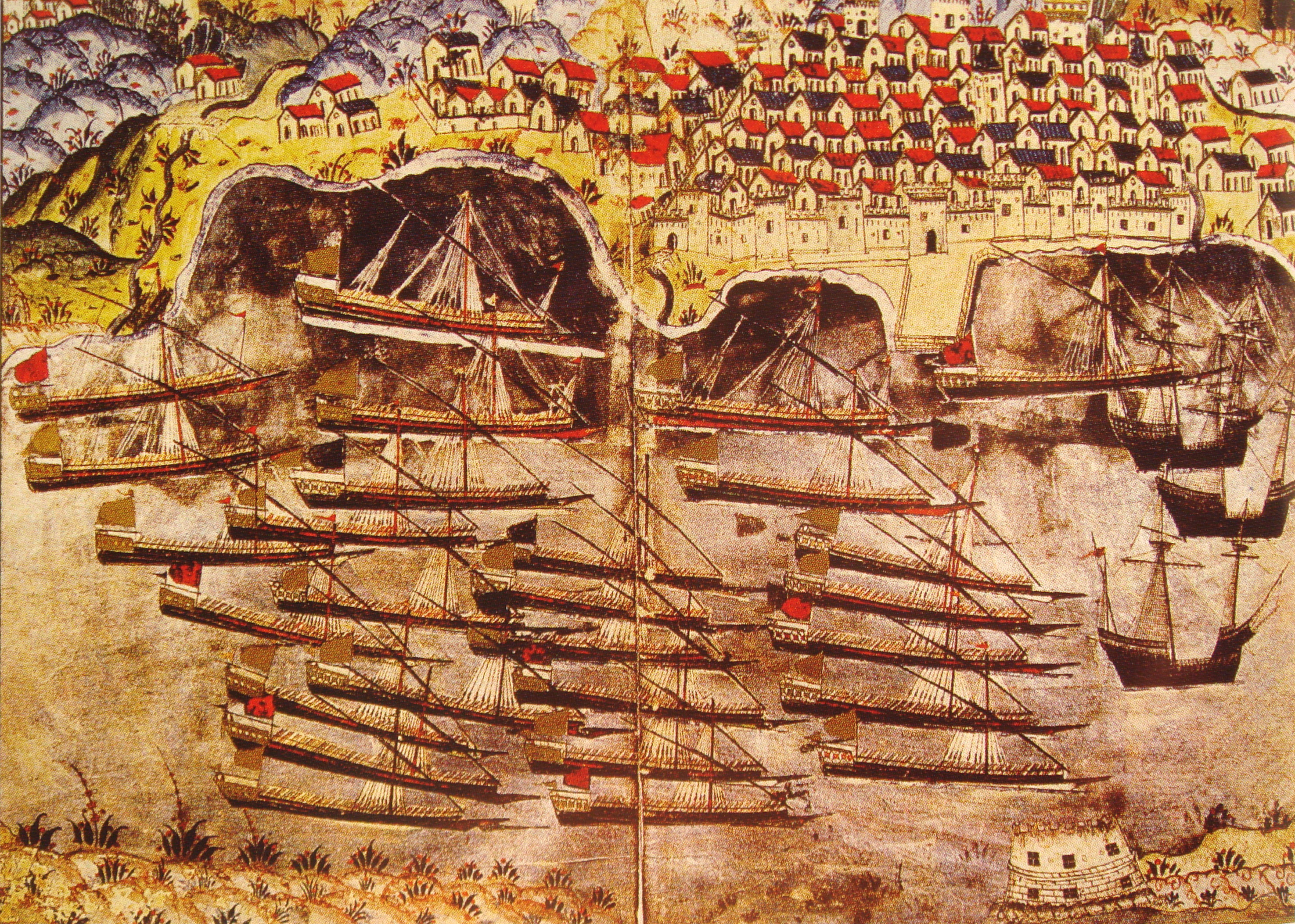
Hivernage à Toulon de la flotte de Barberousse.

- 1514 : Louis XII fait construire la « Grosse Tour ».
- 1524 : Achèvement de la « Grosse Tour » ou « Tour royale », la ville tombe aux mains des Impériaux menés par le connétable de Bourbon.
- 1543 : pour garder à sa disposition la flotte ottomane de Barberousse, le roi François Ier l'autorise à hiverner à Toulon, vidée de ses habitants. Nouveau scandale pour l'Europe chrétienne[1].
- 1555 : Création, par édit royal, de l'amirauté à Toulon.
- En novembre 1564, Charles IX passe dans la ville lors de son tour de France royal (1564-1566), accompagné de la Cour. Il est accueilli par le marquis d’Elbeuf[2].
- 1595 : Henri IV concède aux Toulonnais les terrains susceptibles d'être gagnés sur la mer, en précisant qu'une partie de ces terrains seraient destinés à la construction d'un arsenal. À cette époque, le « port » de Toulon n'était qu'une plage sans abri ni fortification.
- 30 juin 1599 : Un arrêt rendu par le Parlement de Provence précise qu'une partie de ces terrains est « destinée à servir à la construction, à fabriquer des vaisseaux et pour bâtir un arsenal. »

## XVIIesiècle

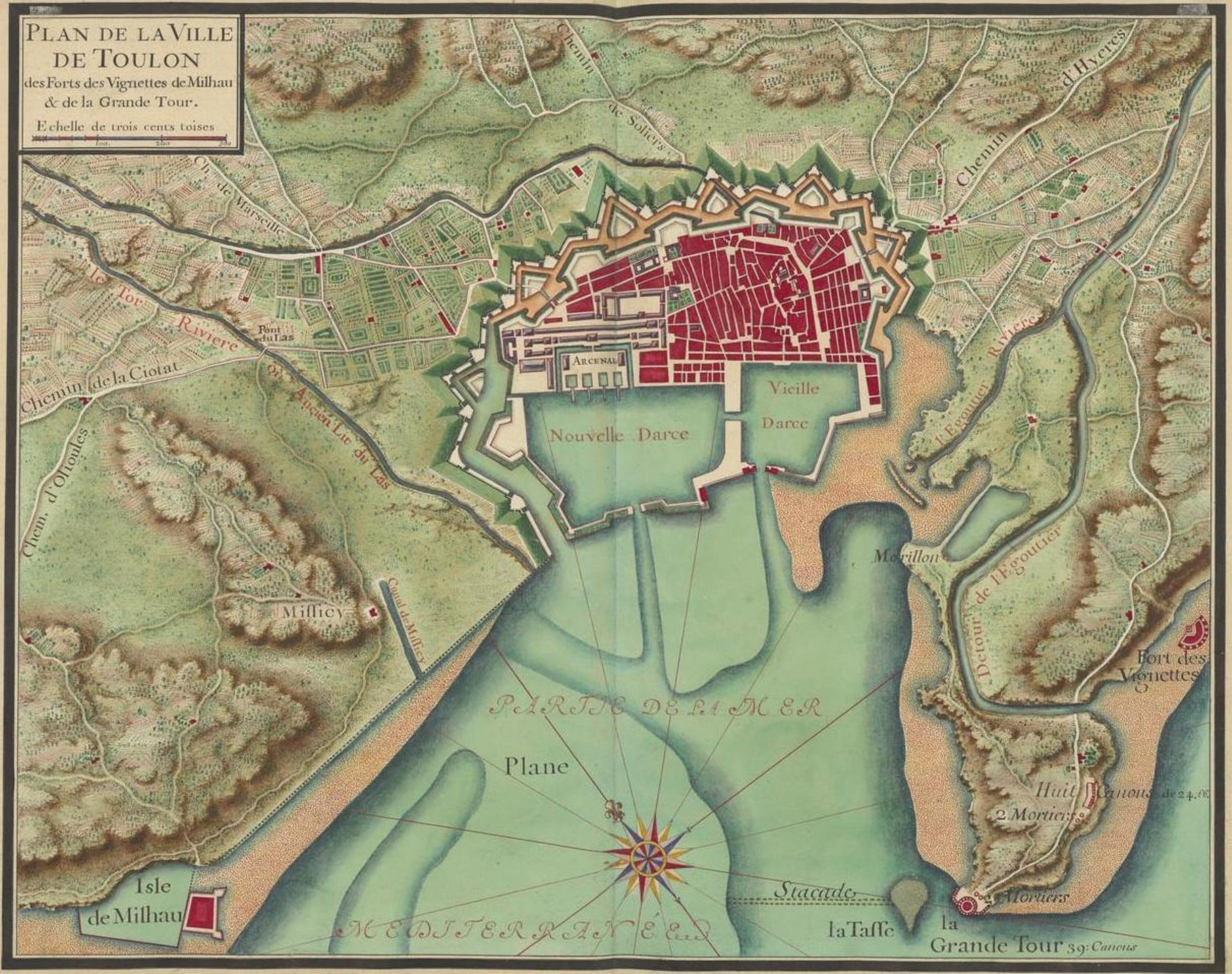
Plan de Toulon en 1700.

- 1610 : Les premières galères s'installent à Toulon.
- 1636 (juillet) : 59 vaisseaux sont équipés à Toulon et reprennent les îles de Lérins aux Espagnols.
- 1660 : Visite de Louis XIV au port de Toulon, à l'occasion de sa venue en Provence.
- 1664 (1er juillet): Le corps expéditionnaire français dirigé contre la régence d'Alger embarque  à Toulon sur la flotte du duc de Beaufort.
- 1664-1665 : épisode de peste [3]
- 1666 : Toulon est désignée pour devenir le grand port de guerre du Levant, en quelque sorte le pendant de Rochefort qui contrôle l'océan Atlantique et la route du sucre.
- 1679 (février) : Visite de Vauban à Toulon. Celui-ci propose un projet coûteux qui comprend des fortifications, de nombreuses constructions (corderie, fonderie, forme de radoub...)... et surtout le détournement de cours d'eau qui ensablent le fond de la rade.
- 25 juin 1680 ; Un arrêt de Louis XIV prescrit d'acquérir 19,7 ha de terrain pour agrandir la ville de Toulon. Une partie sera revendue à des particuliers et ces opérations immobilières couvriront, en partie, la construction de l'arsenal.

## XVIIIesiècle

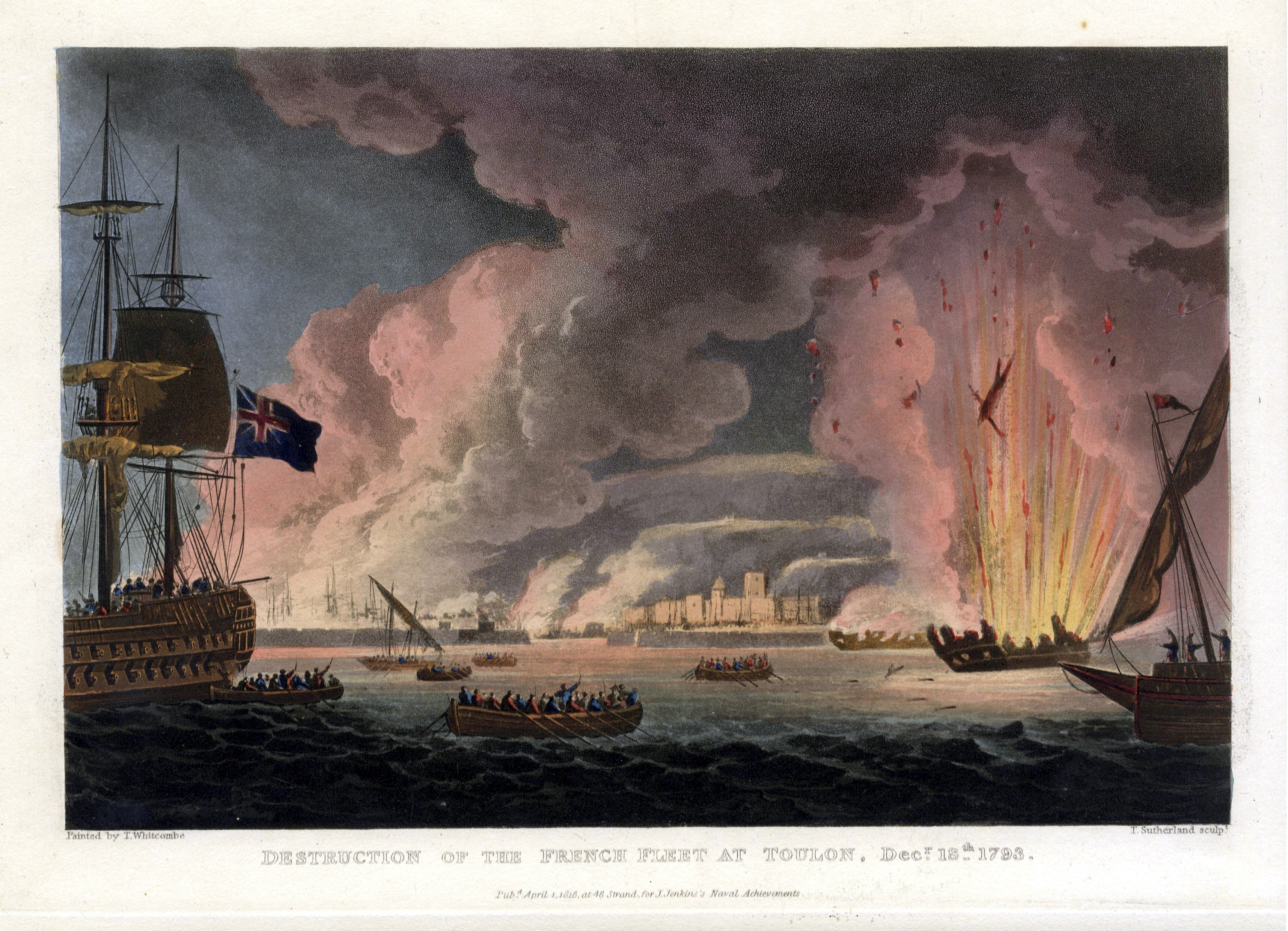
Destruction de la flotte française à Toulon le 18 décembre 1793.

- 1707 22 juillet-2 août : Toulon résiste lors de l'invasion de la Provence par les Impériaux menés par le duc de Savoie et le Prince Eugène lors de la guerre de succession d'Espagne : l'escadre française se saborde.
- 1720 : ravages de la peste, 13 000 personnes meurent, soit environ la moitié de la population (la ville est contaminée par la peste de Marseille).
- 1738 : Construction de la Porte monumentale.
- 1748 : Création du bagne de Toulon.
- 1776 : Construction de la Tour de l’horloge.
- 1790 : Toulon est le chef-lieu du département du Var.
- 1793 : Livrée aux Anglais, la ville est considérée comme traître à la Révolution. Napoléon Bonaparte se distingua lors de ce siège. En représailles, Toulon perdra son statut de chef-lieu du département et sera rebaptisée Port-la-Montagne.
- 25 floréal an III : une insurrection populaire tente de rallier à sa cause les ouvriers de l’arsenal et les marins de la flotte, sans succès[4]
- 1798 : Un des convois de l'expédition d'Égypte est rassemblé à Toulon.

## XIXesiècle

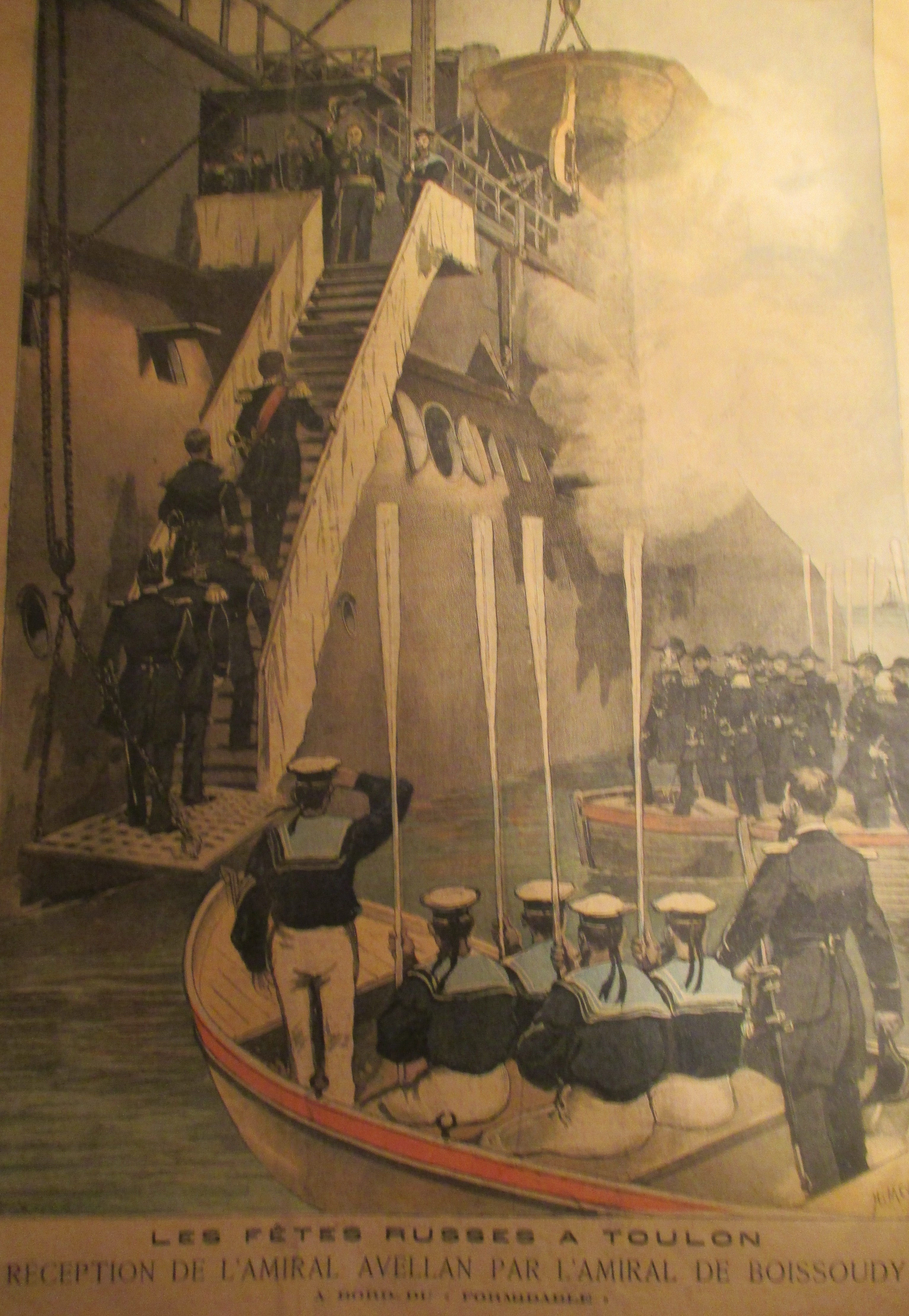
Visite de la flotte russe à Toulon.

- 1819 : Dumont d’Urville, grand marin et explorateur, partit de Toulon à la découverte du monde, y ramène de Grèce la Vénus de Milo.
- 22 avril 1826 : Dumont d’Urville appareille de Toulon comme commandant de « L'Astrolabe » (l'ancienne « La Coquille », rebaptisée) pour une deuxième circumnavigation, avec entre autres missions, la recherche de La Pérouse. Il découvrira les îles Fidji, cartographiera les îles Loyauté, effectuera un relevé des côtes de la Nouvelle-Zélande, entreprendra une exploration des îles Tonga et Moluques. Ses rapports ont permis la classification des îles en Mélanésie, Polynésie et Micronésie.
- 25 mars 1829 : Retour à Toulon, après 35 mois de campagne, de l'expédition de Dumont d’Urville.
- 25 mai 1830 : La flotte française part à la conquête de l'Algérie depuis Toulon.
- 3 mai 1859 : Mise en service de la Gare de Toulon.
- 1er octobre 1862 : Toulon dispose de son opéra.
- octobre 1893 : visite officielle de la flotte impériale russe dans le cadre de l'Alliance franco-russe.

## XXesiècle

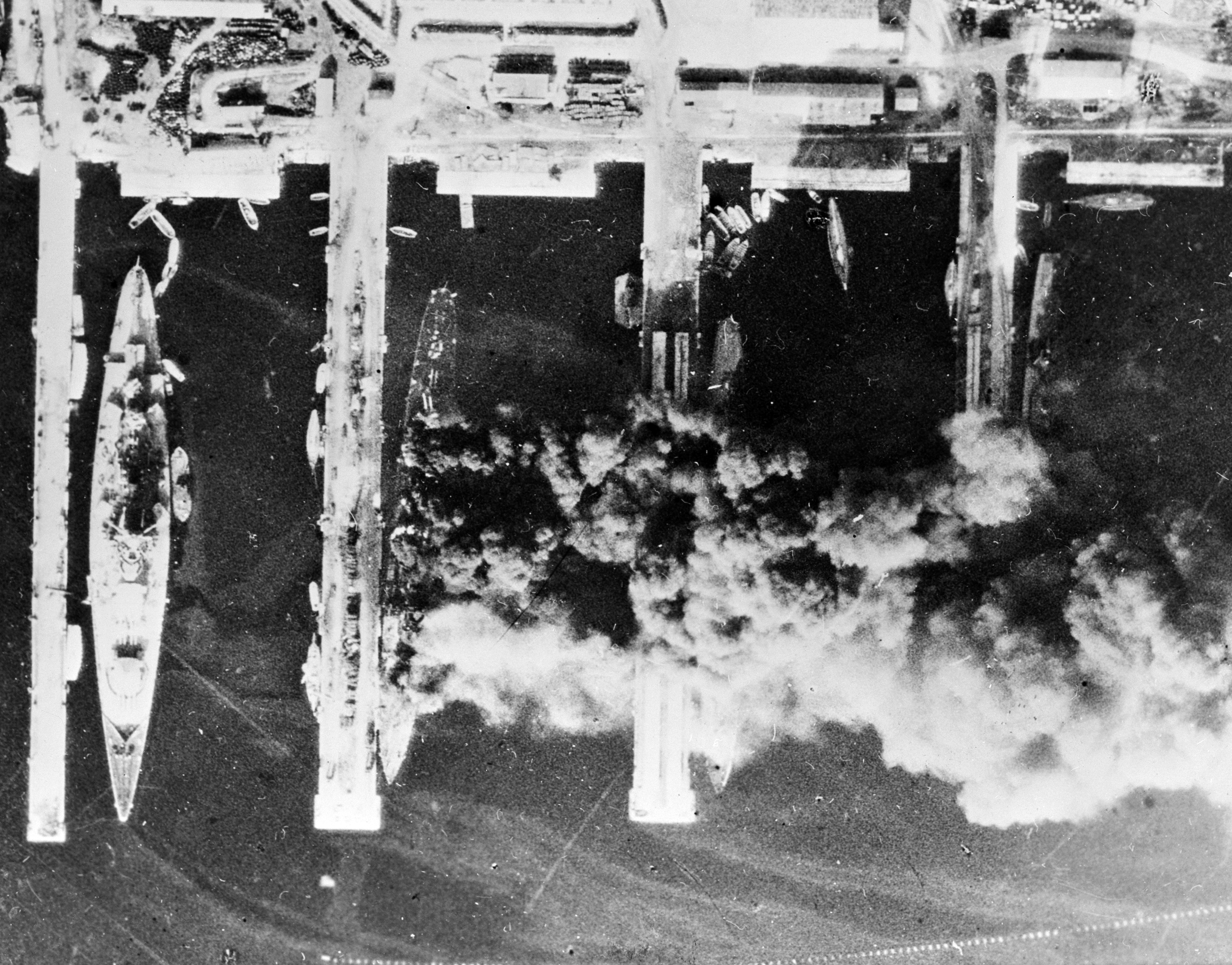
Le sabordage de la flotte en novembre 1942.

- juin 1909 : Le séisme qui touche la Provence est ressenti à Toulon[5]
- 25 septembre 1911 : Explosion du cuirassé Liberté en rade de Toulon, qui causa au total environ 300 morts.
- 1er-17 juin 1919 : Mutinerie à Toulon sur le Provence.
- 29 septembre - 8 octobre 1919 : Le Conseil de guerre juge les mutins à Toulon.
- 26 octobre 1919 : Un grand meeting est organisé dans la salle du Casino à Toulon pour réclamer l'amnistie des mutins.
- août 1935 : Violents soulèvements des ouvriers des chantiers navals contre la politique d'austérité restrictive du gouvernement entraînent un grand nombre de morts et de blessés.
- 27 novembre 1942 : La flotte française se saborde dans le port de Toulon, pour ne pas tomber entre les mains des forces allemandes en train d'envahir la zone libre.
- 24 novembre 1943 : Un important bombardement des Alliés fait 500 morts.
- 28 août 1944 : Toulon est libérée par l'armée de Lattre au prix de durs combats.
- 1944 : Création du Sporting Club de Toulon, le club de football de la ville, par fusion du Sporting Club du Temple (fondé en 1933) et de la Jeunesse Sportive Toulonnaise.
- 1959 : Maurice Arreckx devient maire de Toulon.
- juillet 1959 : Inauguration du Téléphérique du mont Faron.
- 15 août 1964 : Inauguration du Mémorial du débarquement en Provence par le général de Gaulle.
- 1968 : Création du Zoo du Mont Faron.
- 1974 : Toulon redevient préfecture du Var.
- 1er octobre 1979 : Toulon a son université.
- 22 février 1983 : Mise en service à Toulon du premier sous-marin d’attaque à propulsion nucléaire, le Rubis.
- 15 février 1989 : Explosion de la maison des Têtes.
- 24 décembre 1990 : Embarquement à Toulon des 1er et 2e escadrons du Régiment d'infanterie chars de marine (RICM), partant pour Yambu, en Arabie saoudite, dans le cadre des préparatifs de la guerre du Golfe.
- 7 septembre 1992 : Inauguration du Zénith Oméga.
- 16 décembre 1992 : Casse de la Banque de France de Toulon.
- 1995 : Toulon est une des quatre villes conquises par le Front national aux élections municipales avec Jean-Marie Le Chevallier.

## XXIesiècle
- 18 mars 2001 : l'ancien maire de Pignans, Hubert Falco, remporte les élections face au maire sortant Jean-Marie Le Chevallier.
- 19 septembre 2002 : ouverture à la circulation du tube nord du Tunnel de Toulon.
- 13 octobre 2003 : Le porte-avions Clemenceau quitte Toulon pour l'Espagne où il doit être désamianté et démantelé, après que sa coque ait été vendue à la société espagnole « Gijonese ».
- 4 décembre 2003 : Le Clemenceau revient à Toulon après la résiliation du contrat avec la société espagnole « Gijonese » pour non-respect de l'engagement de désamianter le navire dans l'Union européenne.
- 22 novembre 2004 : Début du désamiantage du Clemenceau à Toulon, avant son démantèlement final dans un chantier spécialisé du nord de l'Inde.
- 12 décembre 2005 : Des militants de l'association « Greenpeace » abordent le Clemenceau à Toulon pour protester contre son prochain départ pour l'Inde.
- 31 décembre 2005 : Après le feu vert au départ du Clemenceau, donné la veille par la justice, qui a rejeté les recours des associations écologistes, l'ancien porte-avions appareille à destination de l'Inde.
- 2008 : Le Rugby club toulonnais fête ses 100 ans d'existence avec l'organisation d'évènements tout au long de l'année.
- avril 2008 : le maire sortant, Hubert Falco, est réélu maire de Toulon, au premier tour des élections municipales.
- 17 septembre 2011 : Inauguration du Théâtre Liberté.
- 19 mars 2014 : ouverture à la circulation du tube sud du Tunnel de Toulon.
- 9 septembre 2014 : la ville se dote d'un nouveau pôle universitaire.